# La Pesse
La Pesse là một xã trong vùng hành chính Franche-Comté, thuộc tỉnh Jura, quận Saint-Claude, tổng Les Bouchoux. Tọa độ địa lý của xã là 46° 17' vĩ độ bắc, 05° 50' kinh độ đông. La Pesse nằm trên độ cao trung bình là 1160 mét trên mực nước biển, có điểm thấp nhất là 800 mét và điểm cao nhất là 1440 mét. Xã có diện tích 24.26 km², dân số vào thời điểm 1999 là 263 người; mật độ dân số là 11 người/km².

## Thông tin nhân khẩu
| 1962 | 1968 | 1975 | 1982 | 1990 | 1999 |
| ---- | ---- | ---- | ---- | ---- | ---- |
| 226  | 275  | 210  | 232  | 245  | 263  |

## Địa điểm tham quan
Nhà thờ của La Pesse được xây dựng trong thế kỉ thứ 19.